# Canon EOS 30V
Canon EOS 30V/33V (название в США — Canon EOS Elan 7NE/7N, в Японии — Canon EOS 7s) — малоформатный однообъективный зеркальный фотоаппарат с автофокусом, созданный в 2004 году. Предназначен для использования плёнки типа 135.
Отличие модели EOS 30 от EOS 33 заключается в том, что первая оснащена функцией управления фокусировкой с помощью взгляда: камера определяет положение зрачка с помощью инфракрасных светодиодов и производит фокусировку по той фокусировочной точке, на которую смотрит фотограф.
Также выпускалась разновидность этих камер, имеющая возможность впечатывать в кадр дату — EOS 30V Date.

### Характеристики
Фотоаппарат имеет схожие с предыдущей моделью характеристики. Основным новшеством является поддержка E-TTL II — новой версии технологии взаимодействия камеры и вспышки, которая использует все доступные зоны матричного замера экспозиции.